# پلیزانتون (کالیفرنیا)
پلیزانتون (به انگلیسی: Pleasanton) شهری در شهرستان آلامدا ایالت کالیفرنیا است که در سرشماری سال ۲۰۱۰ میلادی، ۷۰۲۸۵ نفر جمعیت داشته است.